# 1258
1258 (MCCLVIII) je bilo navadno leto, ki se je po julijanskem koledarju začelo na torek.

## Dogodki

### Globalno
- Izbruhu ognjenika Rinjani v Indoneziji sledi leto brez poletja. Kar zadeva Evropo, jo prizadane huda zima, sledita lakota in epidemije.

### Mongolski imperializem
- Začetek leta: v Mezopotamiji se nahaja mongolska armada pod vodstvom Hulegu kana s približno 150.000 vojakoi iz raznih delov obširnega imperija. Njihov cilj je zavzeti in uničiti Abasidski kalifat. Po nasvetu svojih svetovalcev abasidski kalif Al Mustasim zavrne predajo in razglasi sveto vojno proti Mongolom, češ da jim bo islamski svet pomagal ubraniti mesto. Al Mustasim tako ni izvedel niti obširne mobilizacije zunaj mesta, niti utrdil obzidja.
- 11. januar - Mongoli prispejo pred obzidje Bagdada. Medtem ko prihajajo nove vojaške enote, izvedejo branilci mesta izpad, vendar jih mongolski inženirji spravijo v past in poplavijo dostop do mesta ter onemogočijo možnost vrnitve.
- 29. januar - Začetek obleganja Bagdada s težkimi oblegovalnimi napravami.
- 5. februar - Mongoli zavzamejo dele obzidja. Al-Mustasim je ponovno pripravljen na pogajanja, kar Hulagu zavrne.

- 10. februar - Bagdad se brezpogojno preda. Hulegu postavi mesto pod karanteno in da vojski trodneven predah.
- 13. februar - Mongoli zavzamejo, porušijo Bagdad in pokoljejo vse prebivalce. Pokol in uničevanje trajata cel teden. Število žrtev je ocenjeno na med 200.000 in milijon prebivalcev, odvisno od tega, koliko iz zaledja jih je zadnje tedne poiskalo zatočišče v mestu. Med uničenimi javnimi ustanovami je arabsko vseučilišče in knjižnica Hiša Modrosti[1], zato je škoda na kulturni dediščini neprecenljiva.
- 20. februar - Abasiski kalif Al Mustasim je primoran gledati pokol in uničevanje mesta, dokler ni skupaj s sinovi zadnji dan uničevanja umorjen.[2] Dokončen konec Abasidskega kalifata (ustanovljen 750).
  - Ena od preživelih linij Abasidov najde zatočišče v mameluškem Egiptu. 1261 ↔
  - Nekaj preživelih iz te rodbine najde zatočišče v južnoiranski pokrajini Fars, kjer se vključijo v družbo kot verski učenjaki. V 18. stoletju je iz njihove rodbine izšel ti. Abasidski Bastaški kanat.
- september - Karakorum: vrhovni kan Mongke izda ukaz za priprave na invazijo na Južni Song. 1259 ↔
- Mezopotamija: Hulegu  pusti v Bagdadu in zaledju okoli 30.000 vojakov. Za guvernerja je imenovan Ata-Malik Džuvajni, ki je horezmijskega rodu.
- Popis prebivalstva v Mongolskem imperiju 1252-59. Mongolski popisovalci opravijo popis v Novgorodu. Večina bojarjev je temu popisu (in Mongolom) nenaklonjena, vendar jih voditelj Aleksander Nevski sooči s politično stvarnostjo, da je vsak upor zaman.
- Koreja: korejski kralj Godžong se končno ukloni mongolski nadoblasti. Po dveh desetletjih napadov napoti na mongolski dvor najstarejšega sina in kronskega princa Vondžonga. Mongoli se potem umaknejo iz Koreje.
- Indija: vojska afganistanskih Mongolov pod vodstvom generala Sali Nojana zavzame Multan. Ker je preokupiran z Bližnjim vzhodom, Hulagu Kan zavrne možnost večje invazije na Delhijski sultanat.
- Zlata horda: Berke kan začenja s pripravami na drugo invazijo na Evropo. Napad je usmerjen na galicijskega kralja Danila Romanoviča, ki se je poskušal osamosvojiti, na njegove poljske zaveznike in na Litvance, ki so to leto oplenili nekaj ruskih vazalnih kneževin. 1259 ↔

### Restavracija Bizantinskega cesarstva
- 16. avgust - Puč na dvoru Nikejskega cesarstva: višje plemstvo se zaroti proti cesarju Teodorju II. Laskarisu, ki se je pri vladanju opiral na srednji sloj. Plemstvo izžene Lasarkisa, ki potem okliče za regenta uradnika in zaupnika Jurija Muzalona.
- 18. avgust - Nikejski cesar Teodor II. Laskaris umre v enem od napadov epilepsije.
- 25. avgust → Plemstvo umori regenta Jurija Muzalona. Eden od voditeljev zarotnikov je Mihael VIII. Paleolog, bivši najemnik v službi seldžuškega Sultanata Rum. 1259 ↔
- Konec leta - Ahajski knez Vilijem II. Villehardouinški, epirski knez Mihael II. in sicilski kralj Manfred Hohenstaufen oblikujejo koalicijo proti Nikejskemu cesarstvu. 1259 ↔
- Bitka pri Karydi: z zmago ahajskega kneza Vilijema II. Villehardouinškega nad evbojskimi lombardskimi baroni, ki jih podpirajo Benečani in ostalo križarsko grško plemstvo, se konča vojna za Evbojo. 1259 ↔

### Ostalo
- 11. maj - Sporazum iz Corbeila: sporazum med francoskim kraljem Ludvikom IX. in aragonskim kraljem Jakobom I., ki ureja zastarela fevdna razmerja. V grobem za mejno črto določita Pireneje.
- 2. junij - Po smrti barona Majorke Petra Portugalskega se Balearski otoki vrnejo nazaj aragonski kroni.
- junij - Angleški kralj Henrik III. je po nareku plemstva prisiljen sprejeti ti. Oxfordske določbe, ustavni dokument, ki reformira predstavniško vlado s tem, da ji daje večji vpliv pri odločanju o državnih zadevah, od mednarodne do lokalne politike. 1259 ↔
  - Wales: vladar ostanka Gwynedda Llywelyn ap Gruffudd začne ponovno uporabljati naziv valižanski princ. Pri tem mu nasprotuje angleški kralj Henrik III., ki načrtuje novo invazijo na Wales, a ima doma težave z upornimi baroni.  1263 ↔
- 22. julij -  Posesti umrlega goriškega in tirolskega grofa Majnharda III. nasledita sinova Majnhard IV. (II.) in Albert I., ki pa se nahajata za talca v Salzburški nadškofiji. 1262 ↔

- 10. avgust - Kronanje Manfreda Hohenstaufna za sicilskega kralja in s tem vladarja večine južne Italije. Temu kronanju so botrovale napačne govorice o Konradinovi smrti.
- Gibelini in gvelfi: gibelinski vojskovodja Ezzelino III. da Romano začne z ofenzivo proti gvelfom v Lombardiji. 1259 ↔
  - Iz Firenc so izgnani še zadnji gibelini.
- Islandija: norveški kralj Hakon IV. utrdi oblast na Islandiji. Za grofa (jarla) Islandije imenuje Gissura Thorvaldssona, poglavarja klana Haukdaelir.
- Vojna Svetega Sabe: Benečani premagajo Genovčane pred Tirom.
- Prvi pojavi bičarjev v severni Italiji. Stalno vojskovanje in ekonomska kriza sta botrovala razcvetu tega verskega gibanja med propadlimi trgovci in nižjim plemstvom. Skupine bičarjev so romale iz kraja v kraj, se pri tem bičale in prepevale nabožne pesmi.
- Pribaltsko mesto Memel prevzame zakone[3] mesta Lübeck, korak v postopnem oblikovanju trgovsko-politične zveze Hansa.
- Sardinija: Pisanci osvojijo sardinsko žepno kraljevino Cagliari. 1259 ↔
- Maroko: umrlega marinidskega sultana Abu Bakra nasledi mlajši brat Abu Jusuf Jakub.
- Umrlega velikega mojstra vitezov Hospitalcev Guillauma de Chateauneufa nasledi Hugues de Revel, 20. veliki mojster po seznamu.
- Začetek ustvarjalnega obdobja italijanskega (toskanskega) kiparja Nicole Pisana, ki je združil francosko gotiko s klasičnim rimskim stilom.
- Dunaj: v požaru pogori Katedrala sv. Štefana.

## Rojstva
- 12. maj - Sančo IV., kastiljski kralj († 1295)
- 7. december - Tran Nhan Tong, vietnamski cesar († 1308)

Neznan datum
- Argun, kan Ilkanata († 1291)
- Bernard od Svetega Genazija, oglejski patriarh († 1350)
- Ferrantino Malatesta, italijanski plemič, vladar Riminija († 1353)
- Francesco Dandolo, 52. beneški dož († 1339)
- Henrik IV. Pravični, šlezijski vojvoda, poljski veliki vojvoda († 1290)
- Osman I., ustanovitelj in prvi vladar Osmanskega cesarstva († 1326)
- Tran Nhan Tong, vietnamski kralj († 1308)

## Smrti
- 20. februar - Al Mustasim, zadnji abasidski kalif (* 1213)
- 5. april - Julija Lieška, belgijska redovnica in svetnica (* 1193)
- 2. junij - Peter Portugalski, grof Urgella, baron Majorke (* 1187)
- 22. julij -  Majnhard III., goriški in tirolski (I.) grof (* 1194)
- 18. avgust - Teodor II. Laskaris, nikejski cesar (* 1221)
- 25. avgust - Jurij Muzalon, regent Nikejskega cesarstva (* 1220)

Neznan datum
- Abu Hasan al-Šadhili, berberski sufi (* 1196)
- Abu Jahja Abu Bakr, marinidski sultan v Maroku
- Guillaume de Chateauneuf, veliki mojster vitezov hospitalcev
- Jehan Erart, francoski truver (* 1200)
- Klemen iz Dunblana, škotski dominikanski menih, škof Dunblana
- Robert de la Piere, francoski truver
- Sulejman Šah, abasidski guverner Kurdistana